# Lesches-en-Diois
 Lesches-en-Diois  là một xã thuộc tỉnh Drôme trong vùng Auvergne-Rhône-Alpes đông nam nước Pháp. Xã Lesches-en-Diois nằm ở khu vực có độ cao trung bình 1030 mét trên mực nước biển.